# ورزشگاه لیوایز
ورزشگاه لیوایز (به انگلیسی: Levi's Stadium) ورزشگاهی در شهر سانتا کلارا ایالت کالیفرنیا است که بازی‌های تیم سان فرانسیسکو فورتی ناینرز از سال ۲۰۱۴ در آن برگزار می‌شود.
در تاریخ ۹ دسامبر ۲۰۱۳ کمپانی دبلیودبلیوئی، مشهورترین بِرَند کشتی حرفه‌ای جهان اعلام کرد که بزرگ‌ترین رویداد خود یعنی رسلمانیا ۳۱ را در تاریخ ۲۹ مارس ۲۰۱۵ در این ورزشگاه برگزار خواهد کرد.